# Lista över insjöar i Tjörns kommun
Detta är en lista över sjöar i Tjörns kommun baserad på sjöns utloppskoordinat. Om någon sjö saknas, kontrollera grannkommunens lista eller kategorin Insjöar i Tjörns kommun.

## Lista
| Namn           | Koordinat                                     | Sjöid         | VYID          | Yta (km²) | Strandlinje (km) | Höjd (m) | Maxdjup (m) | Volym (m³) | HARO   | Natura 2000 |
| -------------- | --------------------------------------------- | ------------- | ------------- | --------- | ---------------- | -------- | ----------- | ---------- | ------ | ----------- |
| Bö tjärn       | 57°58′29″N 11°35′26″Ö / 57.97482°N 11.59042°Ö | 643573-125133 | 643563-125069 | 0,183     | 3,04             | 39,2     | 12,5        | 534 000    | 108109 |             |
| Prästedammarna | 58°00′06″N 11°38′12″Ö / 58.0016°N 11.63653°Ö  | 643844-125360 |               |           |                  |          |             |            | 108109 |             |
| Surdals damm   | 58°02′16″N 11°38′15″Ö / 58.03767°N 11.63741°Ö | 644245-125390 |               |           |                  |          |             |            | 108109 |             |
| Tjärne vatten  | 58°00′42″N 11°39′24″Ö / 58.01161°N 11.65671°Ö | 643942-125495 | 643948-125486 | 0,0375    | 0,741            | 33       | 5           | 85 000     | 108109 |             |
| Tolleby tjärn  | 57°58′31″N 11°36′39″Ö / 57.97522°N 11.61084°Ö | 643571-125199 | 643560-125190 | 0,0503    | 0,876            | 27,6     | 6           | 176 000    | 108109 |             |
| Tyfte damm     | 58°00′50″N 11°38′04″Ö / 58.01393°N 11.63442°Ö | 643982-125356 |               |           |                  |          |             |            | 108109 |             |
|                | 57°58′18″N 11°37′03″Ö / 57.97176°N 11.61750°Ö | 643519-125227 |               |           |                  |          |             |            | 108109 |             |
|                | 58°00′47″N 11°38′52″Ö / 58.01303°N 11.64790°Ö | 643967-125435 |               |           |                  |          |             |            | 108109 |             |